# Martin Garrix
Martijn Gerard Garritsen (Amstelveen, 14 de maio de 1996), mais conhecido como Martin Garrix, é um DJ, cantor e produtor musical neerlandês. Ele ganhou destaque com o hit "Animals", que liderou as paradas em mais de dez países e ultrapassou 1 bilhão de visualizações no YouTube. Outros sucessos incluem "Tremor" (com Dimitri Vegas & Like Mike) em 2014, "In the Name of Love" (com Bebe Rexha), "Scared to Be Lonely" (com Dua Lipa), e "High on Life" (com Bonn), que consolidaram sua presença nas paradas globais e na Billboard Hot 100.
Martin Garrix foi eleito o DJ número 1 do mundo pela revista "DJ Mag" em 2024. Ele estreou na lista dos Top 100 DJs em 2013, aos 17 anos, e desde então teve uma ascensão meteórica. Conquistou a 1ª posição pela primeira vez em 2016, sendo o DJ mais jovem a conseguir o feito, aos 20 anos. Manteve o topo em 2017 e 2018, retornou ao 1º lugar em 2022, após lançar seu álbum "Sentio", e em 2024 manteve a liderança no ranking.

## Biografia
Martin Garrix, nascido como Martijn Gerard Garritsen em 14 de maio de 1996, em Amstelveen, é filho de Gerard e Karin Garritsen e tem uma irmã mais nova chamada Laura. Desde cedo, demonstrou interesse pela música, começando a tocar guitarra aos 8 anos de idade.
O interesse de Martin Garrix pelo mundo da música eletrônica foi despertado em 2004, quando assistiu à apresentação do DJ Tiësto na cerimônia de abertura das Olimpíadas de Atenas. Inspirado pela música "Traffic" de Tiësto, ele decidiu seguir a carreira de DJ e começou a produzir suas próprias músicas usando o software FL Studio.
Com apenas 11 anos, Martin Garrix já se apresentava em eventos como casamentos e aniversários. Mais tarde, ao produzir uma faixa como produtor-fantasma que chegou ao top 10 do Beatport, chamou a atenção da gravadora Spinnin' Records, que o contratou.
Em 2013, Martin Garrix se formou na Herman Brood Academie, uma renomada escola de produção musical em Utrecht, especializada na formação de novos talentos na indústria da música eletrônica.

## Carreira

### 2012-2014: Início
Martin foi descoberto por Tiësto, a quem descreve como uma figura inspiradora, humilde e lendária. No início de sua carreira, trabalhou nas músicas "BFAM" em colaboração com o DJ holandês Julian Jordan, e "Just Some Loops" com TV Noise. No documentário What We Started, Martin detalha como chamou a atenção da gravadora holandesa Spinnin' Records após lançar um remix da faixa “Tonight (I'm Loving You)” de Enrique Iglesias. Em 2012, ele assinou contrato com a Spinnin' Records e lançou "Error 404" em parceria com Jay Hardway. No ano seguinte, Garrix colaborou com Sidney Samson na faixa "Torrent", lançada pela gravadora Musical Freedom de Tiësto.

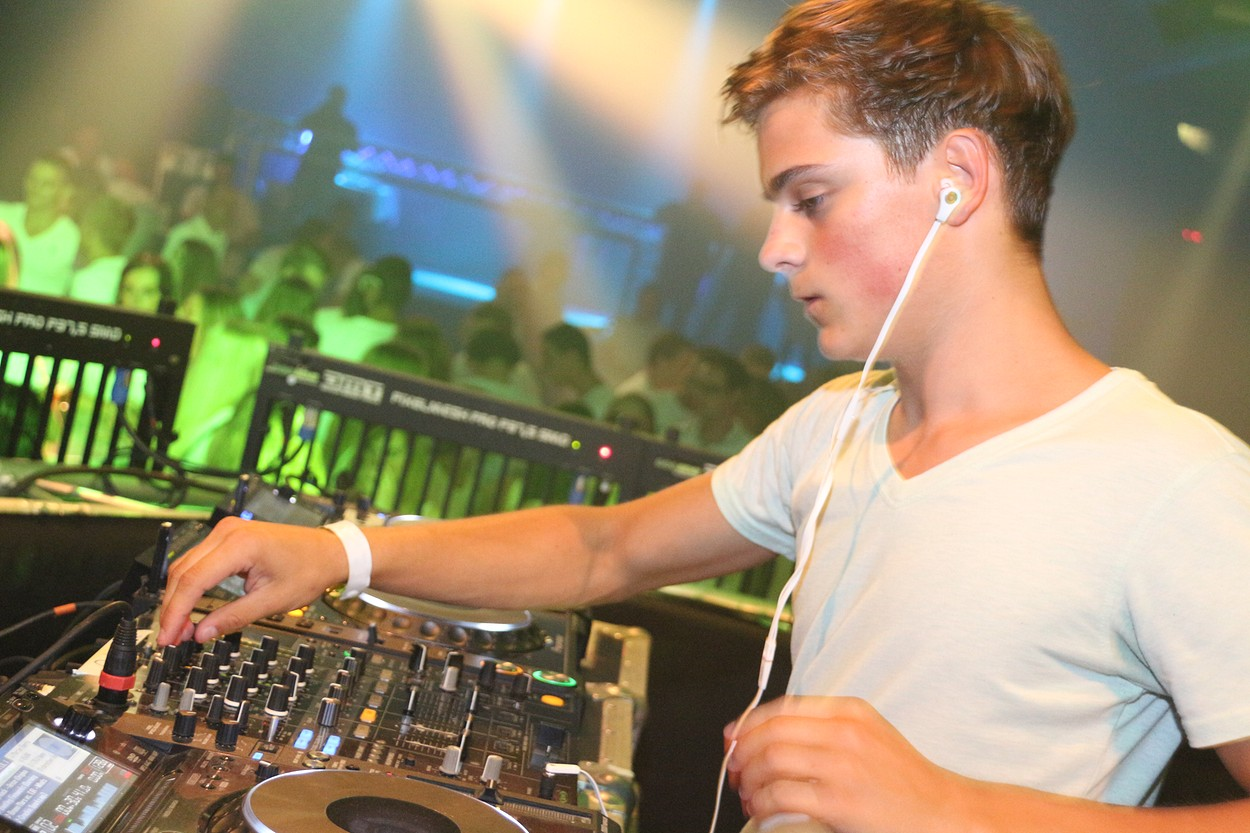
Martin Garrix em 2013

O sucesso veio com o lançamento solo de “Animals” em 16 de junho de 2013, que rapidamente se tornou um hit em diversos países europeus, fazendo de Garrix a pessoa mais jovem a alcançar o primeiro lugar no Beatport. A faixa foi incluída no álbum de Hardwell. Em 30 de setembro, ele lançou um remix de "Project T" de Sander van Doorn e Dimitri Vegas & Like Mike, que também chegou ao topo do Beatport. Em 2013, Garrix entrou pela primeira vez na lista dos 100 melhores DJs da DJ Magazine, estreando na 40ª posição.
Em novembro de 2013, ele assinou um contrato com a Scooter Braun, sendo o primeiro artista de música eletrônica a integrar a empresa, em parceria de gestão mundial com a MusicAllStars Management, empresa-irmã da Spinnin' Records. Em dezembro de 2013, lançou "Wizard" com Jay Hardway, alcançando o 6º lugar na Bélgica e o 17º nos Países Baixos.
Em 2014, Garrix trabalhou com o duo Firebeatz na faixa "Helicopter", que ficou duas semanas no topo das paradas do Beatport. Ele também produziu "Tremor", o hino do Sensation 2014, junto com Dimitri Vegas & Like Mike. No Ultra Music Festival de 2014, Garrix apresentou novas colaborações, incluindo trabalhos com Dillon Francis, Hardwell e Afrojack. Em junho, lançou "Gold Skies" com Sander van Doorn e DVBBS, sua primeira faixa vocal, que contou com a cantora Aleesia. O EP de estreia de Garrix, Gold Skies, foi lançado em 8 de julho de 2014 e incluiu faixas como "Proxy", disponível para download gratuito.
Após o lançamento de Gold Skies, Garrix continuou colaborando com grandes DJs, como a faixa "Virus (How About Now)" com MOTi, seguida de "Turn Up the Speakers" com Afrojack. Em 2014, no Top 100 DJs organizado pela revista DJ Mag, Garrix subiu incríveis 36 posições, passando da 40ª para a 4ª colocação mundial, desbancando grandes nomes da cena eletrônica como Tiësto, Avicii, David Guetta, entre outros.

### 2015: Colaborações

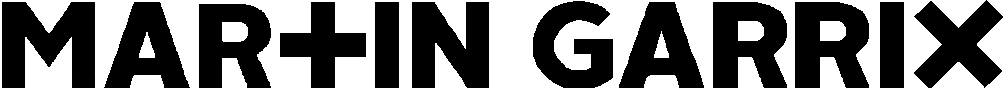
O logotipo do músico em 2015

Em 2015, Martin Garrix começou a explorar o progressive house, expandindo seu repertório além do big room pelo qual era conhecido. Em 6 de fevereiro, lançou a faixa "Forbidden Voices" como um presente para os fãs ao alcançar 10 milhões de curtidas em sua página do Facebook.
Ainda fevereiro de 2015, lançou o single "Don't Look Down", uma colaboração com o cantor Usher. O clipe da música teve duas versões no Vevo: "Towel Boy" e "Towel Girl". A faixa atingiu o terceiro lugar na parada Billboard Dance Club Songs. Garrix comentou em uma entrevista que trabalhar com Usher foi uma experiência enriquecedora, descrevendo-o como um artista humilde e aberto a colaborações. Durante o Ultra Music Festival de 2015, Garrix apresentou a música "Rewind, Repeat It", uma colaboração com Ed Sheeran, mas, devido a problemas com gravadoras, a faixa nunca foi oficialmente lançada.
Em maio, ele lançou a faixa "The Only Way Is Up" ao lado de Tiësto, que também foi destaque em um comercial da marca de bebidas 7 Up. Ainda nesse mês, Avicii lançou a música "Waiting for Love", co-produzida por Garrix.
No dia 6 de julho, lançou o EP Break Through the Silence, em parceria com os DJs russos Matisse & Sadko, que incluía as músicas "Dragon" e "Break Through the Silence". Em outubro, divulgou gratuitamente a faixa "Poison" e, em 31 de dezembro, encerrou o ano com o lançamento de "Bouncybob", uma colaboração gratuita com Justin Mylo e Mesto.
Em 26 de agosto de 2015, Garrix anunciou sua saída da gravadora Spinnin' Records e da empresa MusicAllStars Management, citando conflitos relacionados aos direitos autorais de suas músicas. Um dos pontos de disputa foi a música "Animals", lançada quando ele tinha 17 anos e pouca experiência em negociações contratuais.
Garrix processou seu ex-agente, Eelko van Kooten, acusando-o de fornecer informações falsas e enganosas antes de assinar com a gravadora. Em novembro de 2015, anunciou que criaria sua própria gravadora.
Em 2 de dezembro de 2015, Garrix chegou a um acordo parcial com a Spinnin' Records. Ele recuperou os direitos autorais de suas músicas, mas a gravadora manteve uma licença exclusiva de distribuição para faixas lançadas antes de agosto de 2015 por um período não divulgado. No entanto, algumas questões entre as partes ainda seguiram para disputas judiciais posteriores.

### 2016
Garrix lançou sua própria gravadora chamada 'Stmpd Rcrds' no primeiro trimestre de 2016. Falando sobre a gravadora, ele disse que queria que fosse uma 'plataforma' para artistas de vários gêneros.  Em 11 de março de 2016, ele lançou seu primeiro single pelo Stmpd Rcrds, intitulado "Now That I've Found You", apresentando os vocais de John Martin e Michel Zitron.
Em 18 de março de 2016, ele fez uso de seu set de uma hora para estrear dez novas faixas inéditas no Ultra Music Festival, incluindo colaborações com Jay Hardway, Julian Jordan, Ed Sheeran, Bebe Rexha, Terceiros e Linkin Park, além da Area21,  A dupla de Garrix com Maejor.  Em 27 de maio de 2016, ele lançou seu segundo single, "Lions in the Wild", com a dupla britânica de DJ Third Party.  Em 13 de junho de 2016, Garrix lançou um single promocional intitulado "Oops" que se tornou o hino da Electronic Entertainment Expo 2016
Em 26 de julho de 2016, foi anunciado que Garrix assinou um contrato mundial com a Sony Music International.  Ele explicou que "sua abordagem inovadora ao streaming e uma lista incrível de artistas talentosos combinados com sua paixão e compreensão pela minha visão do futuro da minha música fizeram disso um caminho evidente".
Em 29 de julho de 2016, ele lançou a faixa "In the Name of Love" com a cantora americana Bebe Rexha.  Em 22 de agosto de 2016, Garrix fez sua primeira apresentação ao vivo de sua própria música, com Rexha no The Tonight Show, estrelado por Jimmy Fallon, acompanhado pela banda The Roots, da banda The Tonight Show.
Em 14 de outubro de 2016, Garrix anunciou nas mídias sociais que estava lançando sete músicas por sete dias.  Várias das músicas lançadas foram estreadas durante suas apresentações no Ultra Music Festival e no Tomorrowland Bélgica.  As músicas foram carregadas em seu canal do YouTube como vídeos de música com sete artistas visuais que pintaram ao vivo suas interpretações de cada música.
Em 19 de outubro de 2016, Garrix foi nomeado o melhor DJ do mundo na pesquisa anual dos 100 melhores DJs da DJ Mag.  Falando à imprensa, ele disse: "Parece irreal ter vencido. Eu 100% não esperava nada disso. Tive um ano incrível, com shows incríveis e fãs incríveis - sou muito grato pelo apoio.  nem sequer fez uma campanha, e apenas mostra o quão estúpida é a base de fãs. "
Foi anunciado que Garrix irá co-estrelar, ao lado do DJ britânico Carl Cox, em um documentário com o tema EDM intitulado "What We Started".  O documentário foi dirigido por Bert Marcus, ao lado do produtor executivo e supervisor de música Pete Tong.  O documentário estreou em 15 de junho de 2017 no LA Film Festival.
Em 6 de novembro de 2016, Garrix ganhou os prêmios de "Melhor Atuação Eletrônica" e "Melhor Performance de Palco do Mundo" no MTV European Music Awards 2016. Ele recebeu seu prêmio pelo rapper americano G-Eazy.  Durante a cerimônia de premiação, Garrix tocou "In the Name of Love" no palco com Bebe Rexha.
Em 31 de dezembro de 2016, Martin Garrix tocou "Scared to be Lonely", com a cantora britânica Dua Lipa, pela primeira vez, enquanto liderava o palco em seu primeiro show em Mianmar.  Ele lançou a música em 27 de janeiro de 2017.

### 2017
Garrix anunciou que apoiaria o cantor canadense Justin Bieber na sua Purpose World Tour na Austrália, que começou em março e não apresentou 'Barclaycard apresenta o horário do verão britânico Hyde Park' em 2 de julho de 2017.
Em 27 de janeiro de 2017, ele lançou "Scared to Be Lonely" uma colaboração com a cantora britânica Dua Lipa como single.  Ele tocou uma música com Lipa no The Tonight Show, estrelado por Jimmy Fallon, em março, antes de lançar dois volumes de peças estendidas com doze remixes.
Garrix foi anunciado como DJ residente para a temporada de 2017 em Hï Ibiza, anteriormente conhecido como Space Ibiza, um popular clube de dance music de propriedade da Ushuaïa Entertainment.  Anteriormente, ele tinha uma residência de DJ no local da irmã de Hï Ibiza, Ushuaïa, em 2016.
Em 7 de abril de 2017, "Byte", uma colaboração com Brooks, foi lançado como single.  Uma música foi lançada anteriormente por Garrix durante o Ultra Music Festival de 2017, em Miami.
Em 14 de abril de 2017, Garrix estreou uma colaboração com o cantor australiano Troye Sivan, que mais tarde se juntou ao palco para sua apresentação no Festival de Música e Artes Coachella Valley, na Califórnia.  O título da música era "There For You", conforme anunciado por Sivan no Twitter.  Uma música foi lançada oficialmente em 26 de maio de 2017.
Garrix apareceu como o rosto do Armani Exchange na sua campanha do outono de 2017, tornando-se um dos primeiros DJs reconhecidos internacionalmente como um modelo.  A Armani Exchange ou anunciada nas mídias sociais, afirma "o rosto da nova campanha da Armani Exchange no inverno de 2017/2018: Martin Garrix"
No festival Tomorrowland 2017, Garrix estreou seu apelido no YTRAM, que significa "Marty" ao contrário.  Ele também estreou a música "So Far Away", uma colaboração com o DJ francês David Guetta, que juntou-se ao palco para execução, bem como sua primeira faixa solo em mais de um ano, "Pizza", que executou um lançamento oficial em 25 de agosto de 2017.
Garrix foi listado no ranking de DJs mais bem pagos do mundo em 2017 pela Forbes, com ganhos de US $ 19,5 milhões nos 12 meses anteriores a junho de 2017.
Detalhes da música inédita colaborativa de Garrix com Ed Sheeran, intitulada "Replay Rewind" ou, alternativamente, "Rewind, Repeat It", publicados na ASCAP, com Sony e BDI listadas como editores de música.  A faixa não foi oficialmente lançada.  A música estreou no Ultra Music Festival 2015 em Miami e é tocada regularmente por Garrix em festivais de música.
Em 20 de setembro de 2017, um juiz holandês selecionou um favor de Garrix, que recuperou os direitos de sua música que foram assinados anteriormente com os Spinnin 'Records e MusicAllStars, para qual seu contrato será rescindido permanentemente.  Garrix, que exige 3,7 milhões de euros do Spinnin e 650.000 euros do MusicAllStars, disse que "todas as (suas) reivindicações foram rejeitadas pelo tribunal. Uma única questão remanescente é o valor a ser pago (a Garrix)".
Em outubro de 2017, Garrix, sob o pseudônimo GRX, colaborou novamente com Brooks para lançar uma música "Boomerang".  Em dezembro de 2017, lançou "So Far Away" com David Guetta, exibido Romy Dya e Jamie Scott.  A cantora britânica Ellie Goulding deveria estar presente na música, mas seu selo impediu o lançamento depois que foi pré-visualizada por Garrix no seu set de Tomorrowland.

### 2018
Em 23 de fevereiro de 2018, Garrix lançou sua segunda colaboração com David Guetta e sua terceira com Brooks com a música "Like I Do".  Dois dias depois, ele encabeçou a cerimônia de encerramento dos Jogos Olímpicos de Inverno de 2018 no Estádio Olímpico de Pyeongchang, na Coréia do Sul.  Ele foi o ato de encerramento da noite, apresentando seu single recém-lançado, assim como muitos outros.  Seu setlist é o seguinte: "Forever", "Together", "Animals", "Like I Do" e "Pizza".
Em 20 de abril, Garrix lançou sua colaboração com Loopers intitulada "Game Over".  Em 15 de junho, ele lançou o single "Ocean", uma colaboração com o cantor americano de R&B Khalid.  Em 29 de julho, ele encabeçou o festival de música Tomorrowland Belgium 2018 e lançou o single "High on Life", uma colaboração com o cantor Bonn, imediatamente após o encerramento de seu set.  Em 30 de julho, foi lançado o videoclipe de "High on Life", que continha imagens de seu set de Tomorrowland.
Garrix foi anunciado como DJ residente no Ushuaia Ibiza Beach Hotel, apresentando-se às quintas-feiras de 5 de julho a 30 de agosto.  Foi anunciado que ele trará convidados para se apresentar com ele no local.  Ele também estava programado para ser o DJ residente no Hakkasan Nightclub, Omnia Nightclub e Wet Republic Dayclub a partir de 2 de agosto.
Em 10 de agosto, sob o pseudônimo de 'GRX', ele lançou o single "X's", uma colaboração com o DJ holandês CMC $ com Icona Pop.  Em 14 de setembro, ele lançou sua colaboração com Justin Mylo, apresentando Dewain Whitmore Jr., intitulado "Burn Out".  O videoclipe foi lançado no mesmo dia.
Foi anunciado nas mídias sociais que Garrix lançaria cinco músicas em cinco dias, de maneira semelhante aos lançamentos de seu EP Sete em 2016. As músicas fazem parte do EP Bylaw e são: "Breach (Walk Alone)" com Blinders, "Yottabyte","Latency" com Dyro, "Access" e "Waiting for Tomorrow" com Pierce Fulton com Mike Shinoda.  No mesmo mês, Garrix se apresentou no F1 Singapore Grand Prix.
Em outubro, Garrix ficou em primeiro lugar na lista anual dos 100 melhores DJs da DJ Mag, vencendo pela terceira vez consecutiva.  Sua primeira vitória em 2016 fez dele o DJ mais jovem a liderar a enquete.  A cerimônia de premiação foi realizada no palco do Amsterdam ArenA durante o Amsterdam Dance Event (ADE) de 2018, onde Garrix encabeçou.
Em 1º de novembro, Garrix lançou o single "Dreamer", com o cantor americano Mike Yung. Em dezembro, Garrix lançou seu último single do ano "Glitch", com o colaborador de longa data Julian Jordan em 14 de dezembro.

### 2019
Em fevereiro, ele se apresentou no Ultra Music Festival, realizado em Sydney e Melbourne.  Em março, ele lidera a programação do Tomorrowland Winter 2019 na França e do novo Ultra Music Festival em Miami.
No final de março, foi confirmado que Garrix será o DJ residente de Ushuaïa Ibiza novamente em julho e agosto.
Em junho, ele teve que cancelar seus shows naquele mês devido a uma lesão no tornozelo durante seu show em 25 de maio em Las Vegas.
Em 24 de dezembro de 2019, a Spinnin' Records venceu o recurso da decisão do Tribunal Superior de Leeuwarden, sugerindo que Garrix não tinha o direito de quebrar seu contrato prematuramente com a Spinnin' e a MusicAllstars Management.
Entre os singles lançados em 2019 estão "No Sleep" com Bonn, "HELP" com Maejor, sob o pseudônimo AREA21, "Mistaken" com Matisse & Sadko & Alex Aris, "Summer Days" com Macklemore & Patrick Stump, "These Are The Times" com  JRM e "Home" novamente com Bonn.  Em novembro do mesmo ano, ele lançou sua música "Used to Love", juntamente com o cantor e escritor australiano Dean Lewis, alcançando em apenas 24 horas cerca de 2,5 milhões de visualizações no YouTube.

### 2020
Em Fevereiro, Garrix anunciou a sua primeira música do ano, com a colaboração de Clinton Kane, intitulada "Drown".
Em Abril, com o pseudônimo GRX, lançou uma nova música, com a colaboração de Florian Picasso, "Restart Your Heart".
Nas comemorações do Dia do Rei de 2020, Garrix tocou no cenário da torre A'Dam, em Amsterdã, no lugar do cancelamento habitual do festival devido à Pandemia de Covid-19.
No dia 14 de Maio, Garrix lançou o sigle "Higher Ground" com a segunda parceira do cantor sueco John Martin.
No mês de Julho, Martin lança uma música com o pseudônimo "Ytran", com a colaboração de Bleu Clair e RA,  "Make You Mine".
Em Setembro, Martin lança sua segunda música com o pseudônimo Ytran do ano, junto com Elderbrook, "Fire".
Em novembro, ele confirmou um álbum para o AREA21 que seria lançado em março do próximo ano, esse álbum teria um vídeo oficial por música, que seria em formato de desenho animado, Garrix confirmou que sua gravadora está trabalhando muito neste projeto.  Como uma surpresa, em dezembro ele lançou uma música não anunciada sob o pseudônimo de Ytram ao lado do Citadelle chamada "Alive", além de tocar muitas músicas inéditas em seu set de Ano Novo para Tomorrowland.

### 2021
Em sua primeira música do ano, junto com a colaboração da Sueca Tove Lo, Garrix lança 'Pressure' em 5 de fevereiro.
Em seu 25º aniversário, 14 de maio de 2021, Garrix lançou uma nova faixa chamada "We Are The People" com Bono e The Edge da banda de rock irlandesa U2, que serviu como música oficial para o UEFA Euro 2020. O trio cantou a música como parte da cerimônia de abertura virtual do torneio no Estádio Olímpico de Roma, Garrix também cantou a música como parte de uma mixagem de DJ para a cerimônia de encerramento da competição durante a final no Estádio de Wembley, em Londres.
Em 6 de agosto, Garrix lança a faixa "Love Runs Out" junto com G-Eazy e Sasha Alex Sloan.

### 2022
Em 27 de março de 2022, Garrix lançou "Follow", uma colaboração com Zedd apresentando vocais convidados de Emily Warren.  Uma semana depois, lançou a faixa "Limitless" com Mesto. No mesmo dia, Garrix anunciou seu primeiro álbum, Sentio, lançado em 29 de abril.  Todas as músicas do álbum foram listadas em ordem de data de lançamento como singles.
Em 15 de julho de 2022, Garrix lançou "Loop", uma colaboração com DallasK com vocais de Sasha Alex Sloan.  A faixa estreou pela primeira vez durante o set de Garrix no Ultra Music Festival no início daquele ano.
Em 8 de dezembro de 2022, Garrix lançou "Hero", uma colaboração com Jvke e o jogo de cartas para celular Marvel Snap.

### 2023
Em 5 de abril, é lançado o primeiro show ao vivo da Area 21, 'Live on Planet Earth' sendo exclusivamente das plataformas Star+ para a América Latina e Disney+ para o resto do mundo. O Show mostra o live-set repleto das músicas populares do duo com uma banda completa, incluindo Martin Garrix na guitarra e Maejor no vocal. Além disso, há um álbum de acompanhamento ‘Live On Planet Earth’, lançado junto com a estreia do set e disponível em todas as plataformas de streaming.

## Discografia

### Álbuns de estúdio
| Título | Detalhe do álbum                                                                  |
| ------ | --------------------------------------------------------------------------------- |
| Sentio | - Lançamento: 29 de abril de 2022 - Gravadora: STMPD - Formatos: Digital download |

### Extended plays
| Título          | Detalhe do álbum                                                                                            |
| --------------- | --- |
| Gold Skies - EP | - Lançamento: 8 de Julho de 2014 - Gravadora: Casablanca, Spinnin', School Boy - Formatos: Digital download |
| Seven - EP      | - Lançamento: 28 de outubro de 2016 - Gravadora: STMPD - Formatos: Digital download                         |
| Bylaw - EP      | - Lançamento: 19 de outubro de 2018 - Gravadora: STMPD - Formatos: Digital download                         |

## Singles

### Como artista principal
| Título                                                                                        | Ano  | Posições em paradas músicais | Posições em paradas músicais | Posições em paradas músicais | Posições em paradas músicais | Posições em paradas músicais | Posições em paradas músicais | Posições em paradas músicais | Posições em paradas músicais | Posições em paradas músicais | Posições em paradas músicais | Certificações | Álbum                     |  |
| Título                                                                                        | Ano  | HOL                          | AUS                          | AUT                          | BEL                          | FRA                          | ALE                          | SUE                          | SUI                          | UK                           | EUA                          | Certificações | Álbum                     |  |
| --------------------------------------------------------------------------------------------- | ---- | ---------------------------- | ---------------------------- | ---------------------------- | ---------------------------- | ---------------------------- | ---------------------------- | ---------------------------- | ---------------------------- | ---------------------------- | ---------------------------- | --- | ------------------------- |  |
| "Animals"                                                                                     | 2013 | 3                            | 29                           | 6                            | 1                            | 2                            | 4                            | 4                            | 2                            | 1                            | 21                           | - ARIA: platina - BEA: 2× platina - BPI: platina - BVMI: platina - GLF: platina - MC: 2× platina - RIAA: 2× platina - RMNZ: ouro                     | Gold Skies - EP           |  |
| "Wizard" (com Jay Hardway)                                                                    | 2013 | 16                           | —                            | 34                           | 6                            | 31                           | 30                           | 21                           | 29                           | 7                            | —                            | - GLF: ouro | Gold Skies - EP           |  |
| "Helicopter" (com Firebeatz)                                                                  | 2014 | 59                           | —                            | —                            | 33                           | 98                           | —                            | —                            | —                            | —                            | —                            | | Non-album single          |  |
| "Tremor" (com Dimitri Vegas & Like Mike)                                                      | 2014 | 44                           | —                            | 55                           | 3                            | 116                          | —                            | —                            | —                            | 30                           | —                            | | Gold Skies - EP           |  |
| "Gold Skies" (com Sander van Doorn e DVBBS featuring Aleesia)                                 | 2014 | 94                           | —                            | —                            | 9                            | 183                          | —                            | —                            | —                            | 49                           | —                            | | Gold Skies - EP           |  |
| "Proxy"                                                                                       | 2014 | 89                           | —                            | —                            | —                            | —                            | —                            | —                            | —                            | —                            | —                            | | Gold Skies - EP           |  |
| "Turn Up the Speakers" (com Afrojack)                                                         | 2014 | 50                           | —                            | 57                           | 44                           | —                            | —                            | —                            | —                            | —                            | —                            | | Non-album single          |  |
| "Set Me Free" (com Dillon Francis)                                                            | 2014 | —                            | —                            | —                            | 57                           | —                            | —                            | —                            | —                            | —                            | —                            | | Money Sucks, Friends Rule |  |
| "Virus (How About Now)" (com MOTi)                                                            | 2014 | 27                           | —                            | —                            | 34                           | 50                           | 94                           | —                            | —                            | —                            | —                            | | Non-album singles         |  |
| "Forbidden Voices"                                                                            | 2015 | 29                           | —                            | —                            | —                            | 133                          | —                            | —                            | —                            | —                            | —                            | | Non-album singles         |  |
| "Don't Look Down" (featuring Usher)                                                           | 2015 | 16                           | —                            | 37                           | 26                           | 136                          | 37                           | 59                           | 65                           | 9                            | —                            | - ARIA: ouro - BPI: ouro - MC: ouro - RIAA: ouro | Non-album singles         |  |
| "The Only Way Is Up" (com Tiësto)                                                             | 2015 | 74                           | —                            | —                            | —                            | —                            | —                            | 81                           | —                            | —                            | —                            | | Non-album singles         |  |
| "Dragon" (vs. Matisse & Sadko)                                                                | 2015 | —                            | —                            | —                            | 55                           | —                            | —                            | —                            | —                            | —                            | —                            | | Non-album singles         |  |
| "Break Through the Silence" (vs. Matisse & Sadko)                                             | 2015 | —                            | —                            | —                            | 39                           | —                            | —                            | —                            | —                            | —                            | —                            | | Non-album singles         |  |
| "Now That I've Found You" (featuring John e Michel)                                           | 2016 | 73                           | —                            | 70                           | —                            | 106                          | —                            | —                            | —                            | —                            | —                            | | Non-album singles         |  |
| "Lions in the Wild" (com Third Party)                                                         | 2016 | —                            | —                            | —                            | —                            | 125                          | —                            | —                            | —                            | —                            | —                            | | Non-album singles         |  |
| "In the Name of Love" (com Bebe Rexha)                                                        | 2016 | 4                            | 8                            | 9                            | 13                           | 26                           | 14                           | 9                            | 10                           | 9                            | 24                           | - NVPI: ouro - ARIA: 2× platina - BEA: platina - BPI: platina - BVMI: platina - GLF: 4× platina - MC: 3× platina - RIAA: 2× platina - SNEP: diamante | Non-album singles         |  |
| "Scared to Be Lonely" (com Dua Lipa)                                                          | 2017 | 3                            | 14                           | 10                           | 10                           | 32                           | 9                            | 3                            | 10                           | 14                           | 76                           | - NVPI: 3× platina - ARIA: 2× platina - BEA: ouro - BPI: platina - BVMI: platina - GLF: 4× platina - MC: 2× platina - RIAA: platina - SNEP: ouro     | Non-album singles         |  |
| "There For You" (com Troye Sivan)                                                             | 2017 | 12                           | 23                           | 25                           | 19                           | 60                           | 31                           | 34                           | 24                           | 40                           | 94                           | - ARIA: platina - BEA: platina - BPI: prata - BVMI: ouro - GLF: ouro - MC: platina - RIAA: ouro - SNEP: ouro                                         | Non-album singles         |  |
| "Pizza"                                                                                       | 2017 | —                            | —                            | —                            | —                            | —                            | —                            | —                            | 85                           | —                            | —                            | | Non-album singles         |  |
| "Forever" (com Matisse & Sadko)                                                               | 2017 | —                            | —                            | —                            | 16                           | —                            | —                            | —                            | —                            | —                            | —                            | | Non-album singles         |  |
| "So Far Away" (com David Guetta featuring Jamie Scott e Romy Dya)                             | 2017 | 14                           | —                            | 12                           | 39                           | 83                           | 8                            | 30                           | 14                           | 81                           | —                            | - ARIA: ouro - BEA: ouro - SNEP: ouro | Non-album singles         |  |
| "Like I Do" (com David Guetta e Brooks)                                                       | 2018 | 21                           | —                            | 20                           | 42                           | 31                           | 23                           | 15                           | 22                           | 29                           | —                            | - BVMI: ouro - MC: platina - SNEP: ouro | 7                         |  |
| "Ocean" (featuring Khalid)                                                                    | 2018 | 16                           | 12                           | 23                           | 42                           | 127                          | 38                           | 11                           | 25                           | 25                           | 78                           | - ARIA: 2× platina - BPI: prata - MC: platina - RIAA: platina - RMNZ: ouro                                                                           | Non-album singles         |  |
| "High on Life" (featuring Bonn)                                                               | 2018 | 19                           | —                            | 52                           | 1                            | 131                          | 66                           | 29                           | 45                           | —                            | —                            | - MC: ouro | Non-album singles         |  |
| "Burn Out" (com Justin Mylo featuring Dewain Whitmore)                                        | 2018 | 52                           | —                            | 55                           | —                            | —                            | 90                           | 64                           | 67                           | —                            | —                            | | Non-album singles         |  |
| "Dreamer" (featuring Mike Yung)                                                               | 2018 | —                            | —                            | —                            | 17                           | —                            | —                            | 73                           | —                            | —                            | —                            | | Non-album singles         |  |
| "No Sleep" (featuring Bonn)                                                                   | 2019 | 38                           | —                            | 61                           | 41                           | —                            | 96                           | 41                           | 58                           | —                            | —                            | | Non-album singles         |  |
| "Summer Days" (featuring Macklemore e Patrick Stump)                                          | 2019 | 14                           | 48                           | 13                           | 19                           | 26                           | 24                           | 34                           | 22                           | 26                           | 100                          | - ARIA: ouro - BEA: ouro - BPI: prata - MC: ouro - RIAA: ouro - SNEP: ouro                                                                           | Non-album singles         |  |
| "Home" (featuring Bonn)                                                                       | 2019 | 94                           | —                            | —                            | —                            | —                            | —                            | 61                           | —                            | —                            | —                            | | Non-album singles         |  |
| "Used To Love" (com Dean Lewis)                                                               | 2019 | 32                           | 46                           | —                            | 25                           | —                            | —                            | 40                           | 42                           | —                            | —                            | - ARIA: ouro | Non-album singles         |  |
| "Drown" (featuring Clinton Kane)                                                              | 2020 | 36                           | —                            | —                            | 33                           | —                            | —                            | 76                           | —                            | —                            | —                            | | Non-album singles         |  |
| "Higher Ground" (featuring John Martin)                                                       | 2020 | 68                           | —                            | —                            | 1                            | —                            | —                            | 80                           | —                            | —                            | —                            | | Non-album singles         |  |
| "Pressure" (featuring Tove Lo)                                                                | 2021 | 29                           | —                            | —                            | 16                           | —                            | —                            | 39                           | 91                           | —                            | —                            | | Non-album singles         |  |
| "We Are the People" (featuring Bono e The Edge)                                               | 2021 | 15                           | —                            | 27                           | 6                            | 89                           | 15                           | 47                           | 14                           | —                            | —                            | | Non-album singles         |  |
| "Love Runs Out" (featuring G-Eazy e Sasha Alex Sloan)                                         | 2021 | —                            | —                            | —                            | —                            | —                            | 89                           | —                            | 77                           | —                            | —                            | | Non-album singles         |  |
| "Hero" (com Jvke)                                                                             | 2022 | 57                           | —                            | —                            | —                            | —                            | —                            | —                            | —                            | —                            | —                            | | Non-album singles         |  |
| "Smile" (featuring Carolina Liar)                                                             | 2024 | —                            | —                            | —                            | 45                           | —                            | —                            | —                            | —                            | —                            | —                            | | Non-album singles         |  |
| "Told You So" (with Jex)                                                                      | 2024 | 27                           | —                            | —                            | 13                           | —                            | —                            | —                            | —                            | —                            | —                            | | Non-album singles         |  |
| "MAD" (com Lauv)                                                                              | 2025 | —                            | —                            | —                            | —                            | —                            | —                            | —                            | —                            | —                            | —                            | | Non-album singles         |  |
| "—" indica que a gravação não foi incluída nas paradas ou não foi distribuída naquela região. |      |                              |                              |                              |                              |                              |                              |                              |                              |                              |                              | |                           |  |

## Remixes
2012
- Christina Aguilera - "Your Body" (Martin Garrix Remix)
- Roy Gates - "Midnight Sun 2.0" (Martin Garrix Remix)

2013
- Martin Garrix - "Animals" (Victor Niglio & Martin Garrix Festival Trap Mix)
- Daddy's Groove - "Stellar" (Martin Garrix Remix)
- Dimitri Vegas & Like Mike vs. Sander van Doorn - "Project T" (Martin Garrix Remix)

2014
- Bassjackers - "Crackin" (Martin Garrix Edit)
- DubVision - "Backlash" (Martin Garrix Edit)

2015
- The Weeknd - "Can't Feel My Face" (Martin Garrix Remix)

2018
- Martin Garrix ft. Khalid - "Ocean" (Martin Garrix & Cesqeaux Remix)

2019
- Lewis Capaldi - "Someone You Loved" (Martin Garrix Remix) [Remix não-oficial]

2021
- Martin Garrix ft. Bono & The Edge - "We Are The People" (Martin Garrix Remix)

2023
- 070 Shake - "Cocoon" (Martin Garrix & Space Ducks Remix)

## Prêmios

### 2016
- DJ Mag Top 100 Number 1 Position
- MTV EMA - Best Eletronic e Best World Stage

### 2017
- DJ Mag Top 100 Number 1 Position

### 2018
- DJ Mag Top 100 Number 1 Position

### 2022
- DJ Mag Top 100 Number 1 Position

### 2024
- DJ Mag Top 100 Number 1 Position